# Khánh Thượng, Ba Vì
Khánh Thượng là một xã thuộc huyện Ba Vì, thành phố Hà Nội, Việt Nam.
Xã Khánh Thượng có diện tích 27,84 km², dân số năm 1999 là 7096 người, mật độ dân số đạt 255 người/km².